# Exoprosopa zarudnyji
Exoprosopa zarudnyji är en tvåvingeart som beskrevs av Paramonov 1928. Exoprosopa zarudnyji ingår i släktet Exoprosopa och familjen svävflugor.
Artens utbredningsområde är Iran. Inga underarter finns listade i Catalogue of Life.